# Lukáš Laksík
Lukáš Laksík (* 21. ledna 1990, Banská Bystrica) je slovenský fotbalový útočník. Od roku 2013 působí v FK ŽP ŠPORT Podbrezová.